# Can Masponç
Can Maspons és una de les masies històriques del poble de Bigues, al terme municipal de Bigues i Riells, a la comarca catalana del Vallès Oriental. És al sector central-meridional del terme municipal, a la dreta del Torrent Maspons i del Tenes, a llevant de Can Granada, al nord del Forn de Can Maspons i de Can Roure, al sud-est de Ca l'Espasa i al sud-oest de Can Coix. A llevant de la masia s'estén el Pla de Can Maspons, a ponent, la urbanització de Font Granada i al sud, la de la Font del Bou.
És una construcció que data, almenys, del segle xvii, i que ha sofert nombrosos modificacions, sobretot al segle xx. Té annexa al costat meridional la capella de la Mare de Déu del Pilar. Can Maspons és la casa pairal dels Maspons, família vinculada al moviment de la Renaixença: Francesc, Marià i Maria del Pilar Maspons i Labrós, la darrera coneguda com Maria de Bell-lloc, que destacaren en les facetes d'escriptors i folkloristes en el seu moment, a més de Marià, que fou un destacat polític (fou diputat del Partit Liberal Conservador a les Corts de Madrid).
Està inclosa en el Catàleg de masies i cases rurals editat per l'ajuntament de Bigues i Riells.